# Ministero della salute e degli anziani
Il Ministero della salute e degli anziani (in danese: Sundheds- og Ældreministeriet) è stato un dicastero del governo danese responsabile del sistema sanitario del Regno di Danimarca.

## Storia
Il Ministero della salute fu fondato il 10 settembre 1987 per consentire il coordinamento tra le contee e i comuni in materia di sanità, scorporando il dipartimento della sanità dal Ministero dell'interno e ottenendo diverse deleghe da altri ministeri: legislazione e amministrazione alimentare dal Ministero dell'ambiente, controllo e amministrazione di alcol e sostanze stupefacenti dal Ministero degli affari sociali, istruzione e formazione del personale medico dal Ministero della pubblica istruzione e infine la gestione del servizio sanitario groenlandese (tornato alla Groenlandia nel 1992). Il primo ministro fu Agnete Laustsen, del Partito Popolare Conservatore.
Nel 2001 fu fuso per la prima volta con il Ministero dell'interno, formando il Ministero dell'interno e della salute nel primo governo di Anders Fogh Rasmussen. Dopo le elezioni parlamentari del 2007 il ministero si dissolse e nacquero così il Ministero degli affari sociali e il Ministero della salute e della prevenzione.
Con il primo governo Løkke Rasmussen nel 2010 fu brevemente re-istituito il ministero, che verrà nuovamente suddiviso tra il Ministero dell'economia, diventato Ministero dell'economia e dell'interno, e il neonato Ministero della salute e dello sviluppo nel 2011.